# Rivellia metallica
Rivellia metallica is een vliegensoort uit de familie van de Platystomatidae. De wetenschappelijke naam van de soort is voor het eerst geldig gepubliceerd in 1867 door Wulp.